# Mittelhorn
Mittelhorn är en bergstopp på gränsen mellan kommunerna Grindelwald och Innertkirchen i kantonen Bern i Schweiz. Den är belägen i Bernalperna, cirka 60 kilometer sydost om huvudstaden Bern. Mittelhorn ligger mittemellan bergstopparna Rosenhorn och Wetterhorn. Toppen på Mittelhorn är 3 702 meter över havet.